# Khoo Boon Hui
Khoo Boon Hui (* 1954 in Singapur) ist ein singapurischer Politiker. Er war zwischen 2008 und 2012 Präsident der internationalen Polizeiorganisation Interpol.

## Biografie
Khoo begann seine berufliche Laufbahn 1977 bei der Polizei Singapurs (Singapore Police Force) und stieg im Laufe der Zeit zum Chef des Polizeistabes, Direktor der Kriminalpolizei (Criminal Investigation Department) sowie zum Stellvertretenden Polizeipräsident (Deputy Commissioner of Police) auf.
Daneben absolvierte er ein Studium der Ingenieurwissenschaften und der Ökonomie an der University of Oxford und schloss dieses mit einem Bachelor of Arts (B.A. Engineering Science and Economics). Ein postgraduales Studium im Fach Öffentliche Verwaltung an der Harvard Kennedy School beendete er mit einem Master of Arts (M.A. Public Administration). 
1997 wurde er schließlich Präsident (Commissioner) der SPF. In dieser Funktion förderte er die Bekämpfung der Kriminalität, die Singapur zu einem der sichersten Staaten der Welt mit sehr niedriger Kriminalitätsrate machte. Während dieser Zeit absolvierte er 2002 einen Managementkurs an der Wharton School.
Neben dieser Tätigkeit wurde er 2006 zu einem der drei Vizepräsidenten des Exekutivkomitees der Interpol gewählt und war als solcher für Asien zuständig. Während seiner zweijährigen Amtszeit arbeitete er aktiv an der Stärkung der Beziehung zwischen der Interpol und der Polizeien in Südostasien. Diese Bemühungen gipfelten schließlich in der Unterzeichnung der Erklärung der Zusammenarbeit zwischen ASEANAPOL und Interpol im Juni 2007. Im Oktober 2008 wurde er als Nachfolger von Jackie Selebi zum Präsidenten der Interpol für eine bis 2012 dauernde vierjährige Amtszeit gewählt.
Am 1. Februar 2010 wurde er zum Leitenden Stellvertretenden Sekretär (Senior Deputy Secretary) im Innenministerium Singapurs (Ministry of Home Affairs) ernannt und gehört damit dem erweiterten Kabinett von Premierminister Lee Hsien Loong an. Nachfolger als Commissioner der SPF wurde daraufhin Ng Joo Hee.